# Tour des comarques de Lugo
Le Tour des comarques de Lugo (en galicien : Volta ás Comarcas de Lugo) est une course cycliste par étapes qui se déroule dans la comarque de Lugo en Galice. Créée en 2008, elle est uniquement disputée par des amateurs.

## Palmarès
| Année | Vainqueur      | Deuxième                 | Troisième               |
| ----- | -------------- | ------------------------ | ----------------------- |
| 2008  | Ángel Vallejo  | Víctor Cabedo            | Rubén García Pérez      |
| 2009  | Carlos Oyarzún | Rafael Rodríguez Segarra | Antonio García González |
| 2010  | Carlos Oyarzún | Vladimir Shchekunov      | Mikel Filgueira         |
| 2011  | José Belda     | Sergey Belykh            | Raúl García de Mateos   |
| 2012  | Josep Betalu   | José de Segovia          | Darío Gadeo             |
| 2013  | Miguel Gómez   | Vicente García de Mateos | Raúl García de Mateos   |
| 2014  | Pedro Merino   | Alberto Gallego          | José de Segovia         |